# Silhouettanus
Silhouettanus is een geslacht van wantsen uit de familie van de Schizopteridae. Het geslacht werd voor het eerst wetenschappelijk beschreven door Emsley in 1969.

## Soorten
Het genus bevat de volgende soorten:

- Silhouettanus alboclavatus Emsley, 1969
- Silhouettanus bamaganus Hill, 2014
- Silhouettanus insulomagnus Hill, 2014
- Silhouettanus insuloparvus Hill, 2014
- Silhouettanus lintrarius Hill, 2014
- Silhouettanus magnus Hill, 2014
- Silhouettanus monteithi Hill, 2014
- Silhouettanus pilosus Hill, 2014
- Silhouettanus tinnulus Hill, 2014
- Silhouettanus turbator Hill, 2014